# Mösel, Mali Šentpavel
Mösel je naselje v Občini Mali Šentpavel v Okraju Šentvid ob Glini na Koroškem v Avstriji.